# سيمون كار
سيمون كار (بالإنجليزية: Simon Carr)‏ (و. 1998  م) هو دراج من المملكة المتحدة، وفرنسا، ولد في هيرفورد.

## التصنيف
| السنة     | 2019 | 2020 | 2021 | 2022 | 2023 | 2024 |
| --------- | ---- | ---- | ---- | ---- | ---- | ---- |
| عالمي     | 2254 | 289  | 371  | 618  | 232  | 518  |
| أوروبا    | 1446 | 237  | 308  | 478  | -    | -    |
|           |      |      |      |      |      |      |
| مصدر: UCI |      |      |      |      |      |      |

## سجل الفوز

### سباقات أو مراحل فاز بها
| التاريخ        | السباق                             | المركز                                            |
| -------------- | ---------------------------------- | ------------------------------------------------- |
| 15 أكتوبر 2019 | طواف بحيرة تايهو 2019              | السادس في تصنيف أفضل شاب                          |
| 05 أكتوبر 2020 | فولتا البرتغال 2020                | الفائز في ترتيب النقاط للشباب                     |
| 12 أكتوبر 2020 | برويبا فيلافرانسا دي أورديزيا 2020 | الفائز في التصنيف العام                           |
| 06 مارس 2021   | ستراد بينك 2021                    | المرتبة 11 في التصنيف العام                       |
| 16 مارس 2021   | تيرينو ادرياتيكو 2021              | السابع في تصنيف أفضل شاب                          |
| 08 يونيو 2021  | مونت فينتو دينفلاي تشالنجز 2021    | الثامن في التصنيف العام                           |
| 13 يونيو 2021  | روتي دو سود 2021                   | الفائز في ترتيب النقاط للشباب                     |
| 31 يوليو 2021  | طواف سان سيباستيان 2021            | المرتبة 15 في التصنيف العام                       |
| 26 مارس 2022   | كوبي وبارتالي 2022                 | الثالث في تصنيف أفضل شاب، الرابع في التصنيف العام |
| 21 أبريل 2023  | جيرو ديل ترينتينو 2023             | الرابع في تصنيف النقاط، السادس في تصنيف الجبال    |
| 13 يونيو 2023  | مونت فينتو دينفلاي تشالنجز 2023    | المركز الثالث                                     |
| 30 سبتمبر 2023 | طواف لانكاوي 2023                  | الفائز في التصنيف العام                           |
| 24 يناير 2024  | تروفيو كالفيا 2024                 | الفائز في التصنيف العام                           |
| 19 أبريل 2024  | جيرو ديل ترينتينو 2024             | الفائز في ترتيب التسلق                            |